# Josep María Gascón
Josep María Gascón Ramírez (Amer, Gerona, 1974) es abogado, y alto directivo español. Experto en liderazgo y gobierno corporativo, ha sido directivo en multinacionales, en la administración pública catalana y en diversos consejos de administración.  Ha sido autor de varios libros sobre su especialidad, y también de poesía.  Colaborador y divulgador en diversos medios de comunicación, su trayectoria ha sido reconocida con varios premios.

## Biografía
Estudió música en su pueblo natal, de fuerte tradición musical, con el maestro Pere Fontàs. En su adolescencia, fundó un grupo de rock llamado Punts Suspensius, del que fue letrista de la mayoría de las canciones, plasmando en ellas su conexión con la poesía.
Un accidente de coche lo dejó un año convaleciente, periodo en el que profundizó en la escritura y publicó un libro de poesía. Tras su recuperación, su rumbo profesional dio un giro y se dedicó al mundo del derecho y la empresa.

## Carrera profesional
Gascón  es licenciado en Derecho por la Universidad Pompeu Fabra, graduado en Dirección General por el INSEAD (Fontainebleau) y posee un Máster en Derecho Fiscal y Diploma en Gestión Tributaria por Esade.
Trabajó durante ocho años como abogado en la firma Cuatrecasas, donde se especializó en derecho de empresa y fiscalidad. En  2004 se convirtió en el director fiscal en España y Portugal de Solvay, multinacional belga del sector de la química; y más adelante la compañía le propuso el ascenso a su central de Bruselas. Tras ocupar diversos cargos directivos, entre ellos la subdirección mundial de impuestos, llegó a ser director de excelencia financiera para todo el grupo y miembro del comité de dirección financiera de la multinacional belga.
Tras su regreso a Barcelona, estuvo en la administración pública como director de estrategia e inteligencia competitiva de la Consejería de Empresa de la Generalitat de Catalunya.   En 2017 volvió al mundo corporativo como socio de Grant Thornton,y en 2019 junto a Jordi Aspa fundó su propia consultora, Vitaes Partners, enfocada en la dirección estratégica y el acompañamiento  ejecutivo. Es  mentor en Vistage,  organización mundial de CEOs, y ha sido presidente del International Advisory Board del World Chemical Summit que se celebra en Fira  Barcelona.
Impulsor de diversos emprendimientos o “startups", fue director ejecutivo de Meditech Capital, un proyecto empresarial para el desarrollo de dispositivos médicos cardiológicos. Ha sido miembro de consejos de administración y consejos asesores de diversas empresas públicas y privadas, como Asabys Partners (anteriormente  Sabadell Asabys Health Innovation Investments SCR), Acció -Agencia per la Competitivitat de l’Empresa-, MarketAAD, Jevnet, Expoquimia, Soccer Science, Albatros e Indresmat, entre otras.
Ha sido profesor en GBSB Global Business School of Barcelona, y ha impartido seminarios y conferencias sobre liderazgo y gestión del cambio.
Entre 1999 y 2009 fue presidente de la “Associació Cultural Manaies d’Amer” entidad cultural fundada en 1710 y dedicada a la preservación y promoción de las tradiciones culturales vinculadas a la Semana Santa. 
Reconocido al principio de su carrera con el Premio Internacional de la Abogacía Iberian Lawyer “40 under Forty” (2011), y en 2013 y 2014 como “European Young Leader” por los think tanks "Friends of Europe" y "Europanova", en 2012 fue nombrado “Business Ambassador” por la Generalitat de Cataluña.

## Publicaciones y divulgación
Es autor de ensayos, manuales y poesía: 
- 2022: "El Viaje. Los 4 ejes del liderazgo para llegar a la cumbre: Consciencia, Relaciones, Emociones y Acción". (Editorial Empresa Activa)
- 2003: “Comentarios al Impuesto sobre la Renta de las Personas Físicas”. AA.VV – Cuatrecasas (Editorial Aranzadi).
- 2002: “Régimen tributario. El empresario individual. Manual Jurídico de la Empresa”. AA.VV – Cuatrecasas (Editorial Aranzadi).
- 1998: "25 poemas y otros versos". (Ed. Cat Edicions).

Ha colaborado en diversos medios de comunicación: en las tertulias de “El matí de Catalunya Ràdio”, y como columnista en Expansión, El Economista,Diari de Girona,l’Econòmic de Avui,Jornal do Notícias,Russia Today, GlobalGeoNews-Fildmedia.